# Teatre Estatal Rus de Drama de l'Azerbaidjan
El Teatre Estatal Rus de Drama de l'Azerbaidjan (àzeri: 'Azərbaycan Dövlət Rus Drama Teatrı', rus: Азербайджанский государственный русский драматический театр) és un teatre estatal a la ciutat de Bakú, la capital de l'Azerbaidjan que es troba específicament al carrer Xaqani 7, al districte central de la ciutat. Va ser inaugurat el 1937 i nomenat en honor del poeta i dramaturg azerbaidjanès Samed Vurgun des de 1956. El director de teatre és Adalet Haciyev i el director artístic és Alexander Sharovski. Els espectacles del teatre són principalment obres russes d'art i literatura amb alguns espectacles d'escriptors azerbaidjanesos i europeus clàssics. També hi ha espectacles per a nens a la tarda els caps de setmana.